# Земля Санникова (роман)
«Земля́ Са́нникова» (рос. «Земля Санникова») — науково-фантастичний роман В. О. Обручева, написаний близько 1924 року, вперше опублікований 1926 року. Він є класикою дитячої літератури, постійно перевидається, перекладено європейськими й азійськими мовами.
Дія книги розгортається на початку XX століття, до російсько-японської війни. Основу сюжету складає подорож трьох засланців, козака і якута-провідника на Землю Санникова (яка, за версією Обручева, розташувалася на північ від Новосибірських островів). Мандрівники виявляють на Землі Санникова «оазу» серед полярних льодів — кальдеру згаслого вулкана, — і тамтешнє загублене плем'я онкілонів, що прийшло з материка за 424 роки до того. Дослідники поселяються серед оленярів, які тепло приймають чужинців, навіть надавши право вибору дружин. Онкілони ведуть війну з дикунами (неандертальцями або еректусами), яких називають «вампу», і російські вчені можуть спостерігати зразки викопної флори і фауни, вивчати давніх людей. Однак після півроку перебування дослідників відбуваються деякі стихійні лиха, через які вулканічна «грілка» перестає опалювати полярну оазу, а повінь виганяє онкілонів з насиджених місць; далі починається виверження вулкана. Оскільки онкілони пов'язали свої нещастя з приходом білих людей, дослідникам доводиться тікати. Один із дослідників загинув у землетрусі, провалившись у вулканічну тріщину разом із усіма науковими зразками, записами і світлинами. Четверо мандрівників, що залишилися, й онкілонська дружина одного з них повернулися до Якутії з надією відправити в майбутньому експедицію для відшукання того, що залишилося від Землі Санникова.
Минули епохи у розвитку тваринного світу Землі і давніх народів, на думку критиків, зображалися В. Обручевим з художньою зримістю, а пригодницький сюжет супроводжується пізнавальним матеріалом. В «Короткій літературній енциклопедії» висловлено думку, що академік Обручев виступив також як майстер літературного пейзажу, поєднуючи аналітичну спостережливість дослідника природи з поетичним сприйняттям митця. Роман викликав велику зацікавленність широкої публіки, спровокувавши у 1930–1950-ті роки свого роду географічний ш геологічний «бум» у Радянському Союзі. Сам академік Обручев не сумнівався в існуванні Землі Санникова у минулому, вважаючи її крижаним чи вулканічним островом, що відбито у його публікаціях, призначених для широкої публіки.

## Зміст
Дія роману розгортається 1904 року. Розповідь починається із засідання Російського географічного товариства, присвяченого пошукам зниклого барона Толля. Доповідач завершив свій виступ твердженням, що Земля Санникова — міт, жертва дослідника була марною. Несподівано його перервав один із присутніх вигуком: «А все-таки вона існує!» Керівник і дорадник експедиції академік Шенк у перерві просить баламута пояснити свою позицію. Їм виявився молодий політичний засланець Матвій Горюнов, який уже п'ять років мешкав у селі Козачому у гирлі Яни. На засланні він зустрічав людей, які «ясно бачили Землю Санникова і твердо переконані в її існуванні». Молодий чоловік почав пристрасно переконувати Шенка у своїй правоті: «завдяки якимось особливим умовам Земля Санникова, незважаючи на своє північне положення серед льодів полярного океану», має тепліший клімат. Це міг бути гарячий вулкан, що зігріває ґрунт, або гарячі ключі. Підтвердженням тому стало дивне зникнення «цілого народу онкілонів, який жив на Півночі». Після засідання Шенк підняв наукову літературу та дійшов висновку, що підприємство Горюнова — пошук Землі Санникова — може мати успіх. Шенк видав студенту дві з половиною тисячі рублів на закупівлю у Петербурзі необхідного спорядження та передав з Академії наук наукові прилади. До загону Горюнов вирішив долучити своїх товаришів-висланців: Семена Ордіна та Павла Костякова.
Усього за місяць Горюнов упорався з улаштуванням подорожі: закупив три нарти і чотиримісну розбірну байдару. У лютому він уже був у Козачому, де його заздалегідь попереджені товариші підготували полярний одяг, лижі і прокорму для тридцяти їздових собак. Разом зі студентами пішли два досвідчені полярники — сибірський козак Капітон Никифоров і якут Микита Горохов, брат загиблого супутника барона Толля.
Після довгої та важкої подорожі через Великий Ляховський острів загін разом з проводжаними минула Ванькін мис і пройшла до острова Котельний. Тут у колишній кухні Толля було вирішено влаштувати запасний склад задля повернення до Якутії. Переживши завірюху на сорокаградусному морозі, мандрівники рушили через Льодовите море. Наприкінці ризикованого шляху вони побачили за смугою туману цілий ланцюг досить гострих темних вершин, на яких біліли смуги і цілі поля снігу". Ніхто не сумнівався, що перед ними — заповітна земля Санникова. Насилу піднявшись на одну з крутих вершин, «мандрівники побачили перед собою картину пробудженої весняної природи, хоча була лише половина квітня». Оглянувши місцевість, герої вирішили, що опинились у кальдері великого чинного вулкана, який і забезпечував Землі Санникова сприятливий клімат серед вічної криги: погода і рослинність тут були, як у Південному Сибіру. Залишивши Никифорова зі псами біля краю улоговини, де був зручний сніговий узвіз, Горюнов, Ордін, Костяков і Горохов рушили досліджувати загадкову країну, прихопивши собак Крота і Білуху. Майже одразу вони виявили «живі викопні», такі як: довгошерстих носорогів, велетенських оленів, первісних коней і биків, печерних ведмедів, мамонтів. Онкілонів не було видно, але виявлені стійбища, сліди та кам'яні знаряддя належали дуже архаїчним дикунам, а не людям.
Під час наступної екскурсії четверо героїв зустріли загін онкілонів на чолі з вождем Амнундаком. Горохов володів чукотською мовою, спорідненою з онкілонською, і швидко домігся взаєморозуміння. Герої вразили уяву онкілонів своїми рушницями і були визнані могутніми чаклунами. Вони дізналися, що онкілони переселилися в благодатну землю 424 роки тому, утікши від войовничих чукчів. Племінний шаман, Затаївши до білих неприязнь, заявив, що дослідники повинні залишитися з ними назавжди, інакше натягнуть на країну онкілонів великі лиха. Супутники Горюнова побудували у становищі Амнундака землянку, вразивши оточуючих зручністю сталевого знаряддя (за чверть години зваливши сокирою дерево, на яке один онкілон з кам'яним знаряддям витрачав півдня). Їм надали право вибору дружин на весняному святі, при цьому Ордіна обрала ще одна дівчина, і він став чоловіком двох онкілонок. У них виявилися однакові імена «Анну», тож довелося перейменувати їх в Аннуен та Аннуїр (від «Анну-еннен» і «Анну-нґірек», тобто «Анну Перша» та «Анну Друга»). Дружину Горюнова звали Мату, Костякова — Папу, а Горохова — Раку. У спілкуванні з ними прибульці швидко просувалися в мові і звичаях народу, що їх прихистив, допомагали в полюванні і брали участь у битві з дикунами, яких онкілони іменували «вампу». ВВампу під час весняного свята влаштували розгром стійбища, з якого походила Аннуїр, та багатьох перебили. Рушниці білих людей допомогли здобути перемогу, але все-таки п'ятеро онкілонів було вбито в сутичці і шестеро поранено. Удар списом зазнав і Ордін.
Мандрівники звикли до думки про зимівлю на Землі Санникова і розробили план досліджень. Вони виявили гарячі озера мінеральної води та Долину Тисячі Димів — величезне вулканічне плато, велетенську «грілку» Землі Санникова, що прикриває острів із півночі. Аннуїр всюди супроводжувала Ордіна і сильно до нього прив'язалася. У липні дослідники спостерігали, як онкілони заготовляли линну птицю і одразу коптили здобич, бо не мали солі. Онкілони не мали і їздових і мисливських собак, вони розуміли, що ці тварини дуже потрібні у господарстві. Дослідники мали тільки самці, тож Горюнов запропонував зловити вовчицю, щоб вивести ручне потомство. Однак «наприкінці першого тижня серпня відбулася подія, яка стала початком цілої низки інших, які мали великі наслідки». Це був підземний поштовх, за яким невдовзі пішли й інші: вулкан прокинувся і дав про себе знати. Онкілони не сумнівалися, що біда прийшла разом із білими людьми, у чому переконував і шаман. Тут у мандрівників стався розкол: Горохов вирішив залишитися в онкілонів, де йому подобалося набагато більше, ніж у Козачому. Дружини пішли за наказом Амнундака, але Аннуїр, яка сильно полюбила Ордіна, вирішила тікати з ним і стала інформаторкою. Після поштовху пересохло священне озеро та країна онкілонів стала замерзати: зима прийшла набагато раніше. В усіх цих явищах звинуватили прибульців: Амнундак вирішив, що вони вирішили умертвити онкілонів і заселити їхню країну. Трьом засланцям з Аннуїр вдалося втекти на базу до Никифорова, але вони залишили для Горохова записку, якщо той раптом передумає. Це було зроблено вчасно: онкілони принесли в жертву полоненого вампу та Горюнов чудово розумів, що наступною буде їхня черга. Після жертвопринесення стався новий підземний поштовх, вода почала знову надходити в озеро, проте канали виходу тепла і води були порушені і країна онкілонів у дві доби була залита цілком; хто не загинув, бігли на землі вампу.
Горохів таки зважився бігти, використовуючи тубільний човен-берестянку. Остаточно його переконала загибель дружини Раку, яку якут хотів забрати з собою: шаман наказав прив'язати її до стовпа в будинку, коли онкілони тікали від повені. Останньої миті Горохів повернувся до своїх супутників, коли вони повністю запакували майно і збиралися рухатися назад на Котельню. Вночі під час чергового підземного поштовху в прірву впав Костяков і разом з ним нарти, на які було завантажено всі етнографічні, геологічні та біологічні зразки із Землі Санникова, а також світлини. Мандрівники втратили всі докази свого відкриття; проте вони мають іще врятувати своє життя. Горюнову, Ордіну, Никифорову, Горохову і Аннуїр вдалося дістатися до кухні на острові Котельний, де вони перечікували завірюху до кінця вересня. Лише в останній тиждень жовтня всім вдалося повернутися до Козачого, де мандрівники зупинилися у хаті Никифорова. Задоволена була лише Аннуїр, для якої жалюгідне північне село було «великим селищем». Строк заслання Ордіна ще не минув, але йому дозволили залишитися в Якутську, який «справив на Аннуїр вже враження величезної столиці з масою дивовижних речей».
Горюнов вважав себе винним Шенку, і, незважаючи на відсутність доказів, хотів особисто розповісти академіку про те, що сталося. У нього залишилися лише небагато зразків гірських порід з краю кальдери, єдина каламутна світлина Землі Санникова, знята під час відходу, та зроблена вже в Якутську світлина Аннуїр у пояску сором'язливості, що показує її татуювання. Мудрий академік вирішив відкласти доповідь доти, доки чергова експедиція не відшукає «величезний кратер, затоплені ліси, новий вулкан, кістки тварин та людей». Але вибухнула російсько-японська війна, Шенк помер, Горюнов повернувся до університету, а експедиція до таємничої Землі Санникова відклали на невизначений час. Залишився лише звіт в архіві.

Завершується роман прямим зверненням до читачів: 
|  | Можливо, вона збудить зацікавлення до таємничої Землі Санникова в когось із нового покоління і спонукне вирушити на пошуки її серед крижаних просторів Північного моря. Оригінальний текст (рос.) Может быть, она возбудит интерес к таинственной Земле Санникова в ком-нибудь из нового поколения и побудит отправиться на поиски её среди ледяных просторов Северного моря. |

## Історія написання. Науково-фантастичний задум

### Історія створення
До написання науково-популярних, а потім і літературних текстів В. А. Обручев звернувся після 1912 року, коли вимушено опинився на пенсії і мав вільний час. Під час Першої світової війни він створив пригодницький роман «Плутонія». Безпосереднім приводом для праці над романом було бажання виправити геологічні помилки, допущені популярними серед молоді авторами. Під час перебування на дачі Обручев взявся перечитати «Подорож до центру Землі» Жюля Верна; цей роман він любив з дитинства та читав його в оригіналі. Так виник задум «Плутонії».
У першому ж розділі «Землі Санникова» В. О. Обручев описував слухання в Імператорське Російське географічне товариство доповіді експедиції, «спорядженої для пошуків зниклого безвісти Толля та його супутників» з вуст неназваного «морського офіцера, який здійснив сміливе плавання у вельботі через Льодовите море з Новосибірських островів на острів Беннетта, на який висадився барон Толль, що звідти не повернувся»; згадується «мужнє обличчя доповідача, обвітрене полярними непогодами». Цьому опису повністю відповідає Олександр Васильович Колчак, який на момент видання книги вже кілька років як був розстріляний більшовиками і якого відкрито у радянській пресі назвати автор не міг.
У частині джерел вказувалося, що основна праця над романом «Земля Санникова» проходила у 1922—1924 роках. За спогадами самого Обручева, під час відпустки на Кавказі 1924 року він згадував повітряні ванни, які приймав 1915 року, коли обмірковував «Плутонію», і «захотів зайнятися подібною ж працею, бо якусь наукову статтю в дачних умовах не можна було виконати. Тема в мене була вже намічена». Сприятливим поштовхом до написання «Землі Санникова» було прочитання роману чеського фантаста Карела Глоухи «Зачарована земля», російський переклад якого вийшов 1923 року. У цій книзі описано подорож винахідника Олексія Сомова до центру Ґренландії, де він виявив теплу оазу з мамонтами і первісними людьми. Професійного геолога обурювала безліч наукових ляпів, наприклад, що стаціонарна внутрішньоматерикова оаза не може існувати в Ґренландії, льодовики якої «стікають» в навколишні острови моря. Проблема древнього заледеніння Сибіру і Центральної Азії була науковою задачею, яка постійно займала Обручева в цей час. Ці інтереси можна було легко поєднати з пошуками легендарної Землі Саннікова, історією якої геолог захоплювався. Після 1916 року Обручев на постійній основі став співпрацювати з редакцією журналу «Природа», в якому помістив безліч матеріалів про вулканізм у Європі й Африці, які були використані при написанні романів. Перше видання під назвою «Земля Санникова, або Останні онкілони» відбулося 1926 року у видавництві «Пучина».

У передмові Обручев писав: 
|  | Роман названий науково-фантастичним тому, що в ньому розповідається про цю землю [Землю Санникова] так, як автор уявляв її природу і населення при відомих теоретичних припущеннях. Оригінальний текст (рос.) Роман назван научно-фантастическим потому, что в нём рассказывается об этой земле [Земле Санникова] так, как автор представлял себе её природу и население при известных теоретических предположениях. |

Роман за задумом примикав до географічної фантастики жульвернівського типу. Правдоподібність описам надавала дійсна геологічна будова островів полярного басейну, насамперед Ісландії: Земля Санникова була зроблена Обручевим згаслим вулканом, чиє тепло зберігало реліктовий світ, що дійшов у незмінності від льодовикової доби. На епоху створення роману (напередодні й одразу після Жовтневої революції) вказувало і те, що Земля Санникова — країна, не зіпсована цивілізацією, у якій вчений може займатися своєю справою без бюрократії і поліцейського нагляду. За припущенням А. Брітікова, Обручев у постаті академіка Шенка вивів насамперед себе самого. Біографи зазначали, що перші видання роману, що припали на роки перших п'ятирічок, викликали великий резонанс, багато підлітків щиро вірили в існування описаної Обручевим країни, просили прийняти до експедиції. Коли прохання переставали надходити, вчений засмучувався. У статті для журналу «Дитяча література» В. Обручев стверджував, що «хороший науково-фантастичний роман дає більшу чи меншу кількість знань у захопливій формі». Географ Е. Мурзаєв відзначав, що примітною особливістю творчості Обручева є найтісніший взаємозв'язок науки і художнього письменства, що плавно перетікає одне в одне. Це стосується і місця, де відбувається дія, і багатого пізнавального змісту. Обручев прагнув утворювати уподобання та зацікавленість молоді починаючи зі шкільного віку, на що звертали увагу його молодші сучасники.

### В.О.Обручев і Земля Санникова
На рубежі XIX—XX століть В. О. Обручев працював на півночі Якутії та глибоко зацікавився науковим обґрунтуванням існування Землі Санникова. Висунуту гіпотезу він поклав основою науково-пригодницького роману, обґрунтувавши її у післямові. Висунуті тоді тези В. Обручев послідовно доводив у публікаціях 1930–1940-х років. Об'ємне зведення своєї аргументації він навів у статті для журналу «Природа», оприлюднене 1935 року. Приводом для повернення до гіпотези стало відкриття Острова Ушакова під час експедиції на криголам «Садко», що робило існування острова в 150—200 км на північ Новосибірських островів вірогіднішим. У міру появи нових даних про Арктику змінювався і зміст післямови.
У своїй статті Обручев нагадував про історію питання: вперше про Землю Санникова як про окремий масив суші повідомив 1810 року купець-звіропромисловець Яків Санников, що здобував песців і мамонтову кістку на північних берегах Новосибірських островів та раніше відкрив острови Столбовой (1800) и Фадєєвський (1805). За словами мисливця, над морем піднімалися «високі кам'яні гори», відстань до яких була визначена приблизно у 70 верст від острова Котельний. Безуспішну спробу дістатися до них зробив Матвій Геденштром. В 1821—1822 роках лейтенант Анжу, учасник полярної експедиції барона Врангеля, також доповідав про спробу дійти до землі, баченої Санниковим та Геденштромом, проте вкрай наламані крижини і великі розводдя унеможливлювали намагання. Після відкриттів острівів Де-Лонга за експедиції на «Жаннетті», секретар Російського географічного товариства А. В. Григор'єв припустив, що існування острова на захід від нововідкритих цілком імовірне. Не сумнівався у існуванні Землі Санникова Е. В. Толль, який, нібито, спостерігав її у серпні 1886 року. Однак спостереження Нансена 1893 року і самого Толля під час Російській полярній експедиції 1901 року не дозволили виявити жодної суші, хоча вимірювання морських глибин свідчили про продовження материкового шельфу на північ.
Сам В. Обручев вважав, що у описах експедицій Нансена і Толля можна знайти підтвердження існування полярної суші. Насамперед, це спостереження за перелітними птахами — полярними гусями та іншими, що навесні відлітають далі на північ, а восени повертаються з потомством. Анжу стверджував, що на північ спрямовані й міграції північних оленів. Нансен дивувався кількості песців, що спостерігалися на плинних крижинах у перший рік дрейфу «Фрама». Виходячи з усього перерахованого, Обручєв заявляв, що Земля Санникова, ймовірно, оточена поясом нерухомої та сильно поламаної криги, проте цілком доступна для спостережень з повітря й аерофотозйомки. На думку геолога, у разі виявлення, Земля Санникова може стати унікальним біосферним заповідником арктичної фауни, яка не зазнала винищення з боку мисливців. Можливо також, що відкриття острова дозволить вирішити проблему зникнення онкілонів, сліди перебування яких було знайдено на Новосибірських островах. Стаття 1935 року справила таке враження, що одним із завдань для майбутньої експедиції на криголамі «Садко» стало відшукання Землі Санникова та відкриття на ній полярної станції. В інтерв'ю журналу «Піонер» 1937 року Обручев повторив свої запевнення й описав міркування для гіпотези, покладеної в основу роману. Втім, численні рейси радянських криголамів у 1937—1940 роках та повітряна розвідка, що велася з їхнього облавку, повністю охопили всю ймовірну область розташування Землі Санникова й остаточно розвінчали її існування.
Після війни Обручев не захотів розлучатися з гіпотезою, що йому полюбилася. У статті 1946 року в «Природі» академік набагато виразніше показав (з посиланням на праці гідрологу Арктичного інституту В. Н. Степанова), що Земля Санникова була відносно невеликим крижаним утворенням з включенням піщано-глинистих наносів. Руйнування подібних об'єктів через загальне потепління Арктики на той час було доведено. Польоти, здійснені з борту криголамів «Садко», «Сєдов» і «Малигін» над водами Східносибірського моря повністю спростували існування раніше непомічених ділянок суходолу. Проте спостереження, зроблені Санниковим, Толлем і Нансеном, самі собою вимагали наукового пояснення. В інтерв'ю, даному газеті «Піонерська правда» 1954 року, академік Обручев підтвердив свої докази. Він заявив, що «гори», які спостерігалися Санниковим і Толлем, — це величезні айсберги, які, можливо, застрягли на мілководді материкового шельфу. Всеосяжне вивчення Арктики дозволило зробити висновок, що масові міграції птахів у глиб арктичних земель не пов'язані з наявністю високоширотних островів.

## Поетика

### Роман у контексті фантастичного і пригодницького письменства
Дослідження поетики прози В. О. Обручева є нечисленними й обривистим. У статті кандидата філологічних наук В. П. Буличової (Астраханський університет) з посиланням на А. Ф. Брітікова стверджується, що історично наукова фантастика розвивалася з пригодницької літератури з усіма властивими їй особливостями: динамізмом сюжету, низькому психологізмі героїв та стриманості у використанні традиційних засобів літературної виразності, зокрема тропів при розмаїтті деталей та технічних подробиць в описах предметів і явищ; значною роллю ефекту правдоподібності, створенню якої тогочасні автори приділяли велику увагу. Дослідниця, помістивши «Землю Санникова» в контекст творів того часу (включаючи романи і повісті О. Гріна, О. Толстого, Бєляєва, М. Булгакова), відзначає, що для пригодницької фантастики перших десятиліть XX століття не існувало ні одноманітного способу пояснення фантастичних явищ, ні єдиної поетики, виходячи з якої описувалися би соціальні явища, ані подібного літературного шаблону для опису внутрішніх переживань героя. З'ясовується, що у романі «Земля Санникова» є мало вираженою моральна проблематика, відсутня соціальна критика, не виявлено ідеологічного ставлення. При цьому текст зав'язаний на історичному минулому. Сюжет будується як травелог, і оповідання перенасичене конкретною науковою інформацією, але не виключає містичних збігів (прибуття героїв збігається з катаклізмом, передбаченим тубільним шаманом). Основне зіткнення роману ґрунтується на несумісності первісного і сучасного наукового світогляду. У романі існує романтичний напрям, але він другорядний й описаний украй скупо; майже немає описів переживань головних героїв. Відсутні чітко виражені протагоніст і антагоніст. Згадки про магію не означають наявність у романі елементів фентезі, хоча становлення цього жанру відбувалося якраз під час створення «Землі Санникова». Віра в чаклунство слугує описом забобонності мислення онкілонів і суперечить раціональному посиланню твору.
У кандидатській дисертації Д. І. Старцева, присвяченій творчості О. Р. Бєляєва в російській фантастичній прозі, стверджується, що Обручев, швидше, брав приклад з просвітницької традиції К. Ціолковського. Сюжет «Землі Санникова» одночасно побудований на міті і науковому припущенні, його автор синтезував елементи пригодницького, науково-фантастичного, реалістичного жанрів, широко використовуючи досягнення західноєвропейського письменства. Британський критик Домінік Еслер також проводив паралелі між мистецькими завданнями Ціолковського й Обручева, які прагнули використовувати літературу лише як засіб надати цікавість наукової інформації, хоча Володимир Опанасович позначений як той, «хто має претензії на літературність».

### «Земля Санникова» як утопічний міт
Літературознавець М. П. Одеський стверджував, що вчений Обручев діяв у рамках міту про Гіперборею і загублені світи, висхідного до топіки Срібної доби російської поезії, що особливо проявилося в романі «Плутонія». Мітологічний контекст творчості вченого послідовно розглядала Сюзанна Франк (професор славістики університету Гумбольдтів у Берліні). З її погляду, Обручев у романі «Земля Санникова» ставив собі протилежне завдання: показати Арктику як свого роду «анти-пекло», яка може бути включена до радянського соціокультурного простору. У цьому плані його роман повністю вкладався в шаблон наукової фантастики 1920-х років, яка мала не просто популяризувати наукові відкриття і просвічувати народні маси, а й надихати самих учених. Володимир Опанасович при цьому уникав зв'язку з політичними настановами і підкреслював цінність дореволюційного досвіду і знань. Втім, Д. Еслер зазначав, що Обручев майже нічого не зробив, аби обіграти реалії царської Росії у своїх романах.
Сюзанна Франк розглядає роман «Земля Санникова» у контексті утопій, тобто оповідань про довершене місце або острів, який відокремлений від цивілізованого світу непереборними перешкодами, в цьому випадку — арктичною кригою. Очевидним є і відсилання до міту про Гіперборею й Атлантиду. Дослідник виділяє кілька творів, які генетично пов'язані з романом «Земля Санникова» і передували йому. Передовсім це були «Подорожі і пригоди капітана Геттераса» Жюля Верна, роман, який Обручев цінував з юності та читав колись в оригіналі. Однак капітан-завойовник, виявивши вершину світу — теплий острів на Північному полюсі, не знайшов там людей. Полемізуючи з романом К. Глоуха, Обручев скористався його сюжетом, але доповнив розповідь про арктичну оазу катаклізмом, що зробило твір «реалістичнішим і водночас фантасмагоричнішим». На думку С. Франка, найважливішим орієнтиром для Обручева став твір епохи романтизму, а саме «Вчена подорож на Ведмежий острів» О. Сенковського. Стратегії письменників протилежні: Сенковський, описуючи допотопний арктичний рай, висміює науку, тоді як Обручев однаково серйозно сприймає позитивне знання і давню мітологію. Роман наочно показує, що за допомогою науки будь-яка фантастична ідея може перетворитися на варту уваги гіпотезу.
У «Землі Саннікова» відсутній прийом очуднення, описана в романі експедиція і відкриття острова постають як безпосередні події, що мали місце в минулому. З погляду науки, розповідь побудована як верифікація наукової гіпотези, заснованої на спостереженнях, що нині передаються виключно усною традицією. До традиції відсилають елементи мітології: теплий острів за арктичними льодами і щасливі люди, які там живуть, є елементами історії про гіперборейців, а біблійна традиція явно виступає в назвах розділів, наприклад: «На порозі обітованої землі». Загибель острова у фіналі — явне посилання до міту про Атлантиду. При цьому персонажі роману відкидають міфи, займаючись емпіричним пізнанням. На відміну від казкової Гіпербореї, родючість і клімат Землі Санникова засновані на вулканічній діяльності, тобто спочатку нестабільні. Горюнов відмічає, що загибель острова — це не епічна катастрофа, а досить рядове, хоча і величезне за наслідками, природне явище, причини якого є очевидними для вченого. Онкілони, навпаки, скуті низьким рівнем цивілізації і мітологічної свідомості, вважають шамана всезнавцем. Замість того, аби прислухатися до дослідників, тубільці влаштовують жертвопринесення духам землі і звинувачують Горюнова та компанію, що ті осушили священне озеро. Певною мірою Обручев користувався і прийомами, питомими для казки: повернувшись із подорожі до іншого світу, герой змушен забути його. Разом із загиблою Землею Санникова втрачено і всі наукові матеріали, що доводять існування острова та його мешканців. З одного боку, острів знову йде в простір легенди, з іншого завдяки успішному поверненню героїв анулюється дихотомія двох світів. На думку С. Франка, Володимир Обручев свідомо викорчовував утопію зі свого роману, роблячи острів складовою пізнаваного світу взагалі, і Росії, зокрема.

### Антропологічний аспект
Як вчений, Обручев у своєму романі вільно добирав геологічну й антропологічну перспективи. Геологія служила йому задля демонстрації еволюції людства. Виходячи з геологічного вчення про вулканізм, про виникнення і зникнення островів в Арктиці внаслідок вулканічної діяльності, Обручев обґрунтовував гіпотезу про теплі арктичні області. Як неможливо принципово відмежувати острів від материка, так і його жителі — онкілони — постають читачеві через порівняння з народами Сибіру та росіянами. Онкілони не перевершують прибульців (як міфічні атланти чи гіперборейці), навпаки, опиняються у них своєрідно напівпідпорядкуванними, залежавши від вогнепальної зброї та сталевих сокир могутніх білих. Під час геологічної катастрофи не тільки гинуть усі онкілони (окрім Аннуїр), а й один із росіян. Це показано як вплив безособових законів еволюції. Однак, на думку С. Франка, Обручев використав для опису антропологічної еволюції метод бінарних опозицій. Керівнику експедиції — Горюнову — відповідає двійник — зросійщений якут Горохов, на що вказує перекличка імен. Обидва вони, як носії російської мови і культури, знаходяться на вершині цивілізаційного розвитку, але в іншому повністю протилежні, особливо стосовно мітологічної свідомості. Горюнов помічає в онкілонів лише безграмотність примітивних тубільців, вчить їх споруджувати будинки (онкілони відкидають новомодні способи), вказує на перевагу своєї зброї. Горохов, володіючи чукотською мовою, дивиться на онкілонів з повагою та розумінням, і вважає, що в їхній країні набагато краще жити, ніж у Якутії. Проте Горохов перевершує Горюнова в освіченому скептицизмі і вірить у реальність Землі Санникова, навіть опинившись у буквальному значенні на її порозі. У фіналі він виявляється правим: острів зник, так і залишившись марью, міражем. Онкілони не можуть уникнути своєї долі з пророцтва шамана (всі біди почнуться після приходу білих людей), та це пророцтво не спростовується перебігом подій, хоч і лежить поза причинно-наслідковими зв'язками. Фінал роману знаходиться в межах міту: кількість мандрівників, що повернулися, така ж, скільки їх вирушало на Землю Санникова. На місце випадково загиблого Костякова встає Аннуїр; інакше кажучи, відбувся ритуальний обмін, місце одного з росіян займає остання представниця загиблих онкілонів. С. Франк трактує її образ як свого роду прародительку, залишену серед прогресивнішого і сильнішого народу.

## Літературні особливості роману у сприйнятті критиків

### Критика прижиттєвих видань
Вже перше видання роману 1926 (під назвою «Земля Саннікова, або Останні онкілони») не залишилося непоміченим літературною критикою. В огляді журналу «Сибірські вогні» підкреслювалися наукові реґалії і 40-річний досвід роботи автора, а вихід роману у світ іменувався «несподіваним», «потребою відпочинку… після напруженої наукової праці». Критик К. Козьміна не згадувала про літературні достоїнства тексту, повідомивши лише, що роман читається легко, посвідчує видатну ерудицію автора і є «цінним внеском у науково-мистецьку белетристику, особливо для юних читачів».
1935 року редакція науково-популярної та юнацької літератури ОНТВ зробила нове ілюстроване видання роману двохсоттисячним накладом (додатковий наклад у 50 000 примірників відбувся 1936 року). Видання було забезпечене новою авторською післямовою, мапами та невеликим бібліографічним покажчиком. Рецензент — С. Шоригін — хвалив цікавість сюжету й жвавість описів геологічних і палеонтологічних явищ та істот, саме в них полягає основна цінність роману. Критик у дусі свого часу міркував про «правильне» протиставлення культури онкілонів і тубільного населення Землі Санникова, але тут же обмовлявся, що роман написаний до революції, тому використовує невірні схеми історії культури. «Явно згущуючи фарби, він зображує дикунів майже зовсім звіроподібними», це названо «істотним недоліком роману». Приблизно такі самі зауваження були зроблені тим самим рецензентом у грудневому випуску журналу «Наука і життя» за 1936 рік: «Припускати, що Земля Санникова є кратером напівпотухлого вулкана, населений людьми, ми не маємо жодних підстав; це припущення знадобилося автору знову-таки для того, аби зробити роман цікавішим». В рецензії В. Ситіна також стверджувалося, що роман вперше було видано до революції. Критик заявив, що сюжет «цікавий, навіть захопливий, але… не оригінальний», проводячи паралелі з творами Конан Дойля і «Капітаном Гаттерасом» Жуля Верна. Стверджувалося, що молоді читачі невірно зрозуміють цілі й устрій наукових досліджень, оскільки дія відбувається до революції. Тим не менш роман названий корисним за розмаїтість в ньому пізнавального матеріалу, представленого великим вченим.
Жорсткої критики «Земля Саннікова» зазнала в огляді А. Болотникова. Задум — «у популярній та цікавій формі розповісти радянським людям» про умови полярних експедицій, життя первісних людей й «оживити палеонтологічні види» — був названий «блискучим». Однак реалізація цього завдання визнана незадовільною. Головним героєм роману критик порахував неолітичне плем'я онкілонів, яке яскраво зображено на контрасті з палеолітичними дикунами. Обручев наперед став на бік людей вищої культури, тому дикуни зображені найвідразливішим чином. Це відразу викликає звинувачення у нерозумінні соціальної еволюції. Критикується авторське висловлювання, що в людей палеоліту «справ небагато», що суперечить марксистському твердженню, що «людину створила праця», а еволюція суспільних відносин якраз і призводить до звільнення дедалі більшого сонму людей від виснажливої праці на користь культурного дозвілля. Дикуни Обручева живуть у злагоді з природою, як «старосвітські поміщики». Однак «від хорошого життя» вони стають страшними ворогами усього навколишнього, що нічим не мотивовано. Описи нападу вампу на онкілонів «не можуть вважатися позитивним виховним засобом для радянського юнацтва». Описи і дикунів, й онкілонів названі «плутаними, ідеологічно упередженими» та об'єктивно працюючими «на користь буржуазної пропаґанди, яка очорняла первісні народи, які не бажають підкорятися колонізаторам». Критикується і відсутність виразних описів суспільних відносин у середовищі онкілонів і їхньої ідеології. «Мандрівники користуються жінками онкілонів, як оленячим молоком або в'яленою дичиною, а потім залишають їх совісти не питаючись. <…> Радянському автору таке ставлення до жінки не можна пробачити». Розкритикувавши ідеологію роману, О. Болотніков зазначав, що текст написаний «непереконливо і нехудожньо», він «нудний і фальшивий» і не може бути зразком науково-популярної книги.
У рецензії, вміщеній в одній із центральних радянських газет — «Ізвєстіях», — критик, що залишився під псевдонімом «К. Т.», повідомляв, що оповідання вельми цікаве, автор будить наукову фантазію і пристрасть читача до відкриттів. Робиться і загальний висновок: цей вид письменства слід всіляко заохочувати, особливо, коли такі книги пишуться на рівні всього сучасного наукового знання. Книгу можна рекомендувати нашому юнацтву, як хорошу, корисну, цікаву книгу".
У 1937 році огляд романів Обручева випустив літературний критик і бібліограф Олександр Наркевич. Він зазначав, що РАППівська критика проголошувала жульвернівську фантастику «шкідливою», яка нібито «відводить молодих людей з поточної дійсності». Творчість академіка Обручева в цьому контексті позначено такими, що привнесли «цінні результати». Сама собою ця творчість виняткова як у плані пізнього літературного дебюту (перша книга Обручева вийшла, коли йому було понад 60 років), так і обґрунтованості науково-фантастичного задуму. «Земля Санникова» вписана в контекст географічної фантастики, що сягає романів Томаса Мора, Дені Вераса і Ретіфа де ла Бретонна. Геолог академік Обручев непросто творчо використовував гіпотезу про існування невідкритого північного острова, він поєднав її з переказом про плем'я онкілонів, що заселяло кілька століть тому весь Чукотський півострів і потім, після війни з чукчами, відпливли на п'ятнадцяти байдарах на північ. Роман названий вдалим і таким же ефектним, як і твори Жуля Верна, які визначали заняття багатьох молодих людей. Зацікавленність читача підстьобується вмілим використанням ефекту таємниці й описами: «Краєвиди академіка В. О. Обручева є зразками поки що дуже рідкісного ставлення до природи — ставлення митця і вченого». Відзначено й недоліки. На відміну від романів Верна, персонажі Обручева позбавлені особистості, відрізняються один від одного лише іменами та прізвищами: «Немає рис, які б дозволили відрізнити, скажімо… Горюнова від Ордіна і Костякова». Це «єдиний персонаж, що кількісно розрісся» без психологічного промальовування. Погоджувався О. Наркевич і з наведеною вище критикою поведінки персонажів Обручева, що нагадує героїв Райдера Гаґґарда. У лінії, що стосується онкілонського шамана, автор, на думку критика, уникає Верновського позитивізму і сцієнтизму в містику і всякого роду надприродні чинники. Супутники Горюнова використовують онкілонські забобони, явно відчувають перевагу над народом, який прихистив їх, що «історично неправдоподібно». Тому О. Наркевич вважав, що «Земля Санникова» не повною мірою відповідає званню зразка радянської наукової фантастики, бо має ще створити «новий характер героїв, нове справді радянське ставлення до людей, де б вони не жили».

### Огляди 1950–2010-х років
У 1950-ті роки ставлення критиків до художніх творів Обручева змінилося. Географ І. В. Іноземцев (1954) звертав увагу на майстерність Обручева — письменника-пейзажиста, який відтворював природу Землі Санникова з погляду очевидця: «важко повірити, читаючи цей конкретний, географічно точний опис острова-вулкана, що автор його ніколи тут не був і не міг бути». Вчений зазначав, що у «Землі Санникова» менше геологічної і географічної інформації, ключову роль відіграє мотив зіткнення цивілізацій. Герої, які безкорисливо служать науці, у відносинах з людьми кам'яного віку відзначені «тою благородною скромністю і співчуттям до потреб відсталого народу, яка так знайома російським читачам за щоденниками М. М. Миклухо-Маклая». Іноземцев особливо наголошує, що герої Обручева — не радянські люди, належать своїй епосі, але є представниками «передової демократичної інтеліґенції». Посилальні Горюнов, Ордін і Костяков влаштовують приватну експедицію, керуючись оптимізмом, дружбою і товариством, «впевнені у своїй правоті, у тому, що справа, якою вони зайняті, потрібна народу». В нарисі Л. Любицької для журналу «Костёр» (1959) проводилася апологетика романів Обручева як «хороших, потрібних книг», які «вчать мріяти і наполегливо здійснювати свої мрії».
Критик-фантастознавець А. Ф. Брітіков у своїй монографії «Російський радянський науково-фантастичний роман» (1970) зазначав, що «чарівність правди вигадки» у Обручева часом заповнювала «брак літературної техніки (образного мовлення, наприклад)». Це не скасовувало вміння вченого вбудувати описи природи та тваринного світу в пригодницьку канву, забезпечуючи зорову опуклість і «не вигадану картинність». Обручев дуже прискіпливо і «з разючою всебічністю доводить кожну дрібницю». Надалі дисциплінованість та сумлінність фантазії була успадкована таким письменником, як І. А. Єфремов, який також був геологом і палеонтологом за професією. В огляді В. А. Друянова (1984) роман «Земля Санникова» названий «зліпком» попередньої «Плутонії». Критик багато в чому повторював звинувачення рецензентів 1930-х років: зробивши героями революціонерів, політичних засланців, автор не спробував «протиставити політичних свідомих людей мандрівникам-колонізаторам». Однак супутники Горюнова поводяться, як «сахиби-завойовники», одружуються з онкілонками, знаючи, що незабаром покинуть гостинних господарів, вбивають дикунів, «наших беззахисних предків». Нарешті, вони входять у сутичку із онкілонами і полишають їх в розпал геологічного катаклізму. На думку критика, «Обручев вчинив необачно, помістивши першовідкривачів Землі Санникова у товариство онкілонів і дикунів». Таке завдання вимагало від автора опису людських взаємин, саме того, що вдавалося йому найгірше. Це навіть не можна назвати недоліком, оскільки було властивістю письменника і сильно пошкодило Землі Санникова. Втім, далі критик вказує, що перелічені недоліки «забуваються і розчиняються» під час читання описів природи, сцен полювання та іншого. Письменник-фантаст та критик Дмитро Білєнкін, навпаки, вважав, що сплав наукової і художньої основ у романі «потрібний і дорогоцінний». Текст посвідчує синтетичне мислення свого автора, в якому мистецьке і наукове бачення доповнюють одне одного. Вбираючи захопливий сюжет, читач неусвідомлено отримує «урок об'ємного сприйняття світу», невіддільного від вияву мужності й шляхетності. Те, що герої прописані без особливих психологічних тонкощів і нюансів, у цьому контексті є глибоко другорядним, бо «літературі протипоказано образотворчий стандарт, правила формальної логіки в ній не діють». Роман Обручева створює цілісний образ світу, який впливає на почуття і відбивається в душі. Фантастознавець Василь Владимирський, рецензуючи перевидання роману 2010 року, зазначав, що Земля Санникова — це, перш за все, дуже «російська» метафора:
|  | Навколо сніг і льоди, мороз такий, що залізо стає крихким і кришиться в руках, — але серед цієї „білої безмовності“ ми неодмінно знайдемо куточок, де з-під землі б'ють цілющі гарячі ключі, в лісах ховаються первісні звірі, а дівчата-тубільки готові відкрити своє серце загадковому прибульцю. Оригінальний текст (рос.) Кругом снег и льды, мороз такой, что железо делается хрупким и крошится в руках, — но посреди этого „белого безмолвия“ мы непременно найдём уголок, где из-под земли бьют целебные горячие ключи, в лесах прячутся первобытные звери, а девушки-туземки готовы открыть своё сердце загадочному пришельцу. |

В. П. Лишевський (1999) зазначав, що літературна творчість Обручева не була спробою самовираження «невідбутого письменника», а була свідомою стратегією пропаґанди геологічних знань. Критик високо оцінював достовірність зображення фавни і флори льодовикової доби, звичаїв стародавніх людей. У післямові І. Денисової до перевидання роману 2004 року зазначалося, що це — «книга, залишена справжнім ученим і справжнім письменником». На думку критика, роман не застарів, оскільки в його основу було покладено найширший комплекс наукових ідей, зокрема складних відносин між екосистемами на замкнутому острові. На думку Денисової, вампу — це ще навіть не неандертальці, вони невисоко піднялися еволюційними сходами і не чинять антропогенного тиску на навколишнє середовище. Неолітичні мисливці-онкілони надто нечисленні, щоб становити загрозу; хоча вождь Амнундак недвозначно каже, що якби мав таку зброю, як у білих людей, уже до осені жодного вампу не лишилося б на Землі Санникова. У супутників Горюнова зовсім інше ставлення до природи, втім, і вони вбивають тварин для їжі або для збору біологічних зразків, воліючи фотографувати, а не пускати у справу гвинтівку. Герої Обручова працелюбні та допитливі, дбайливі й уважні до флори і фавни Землі Санникова. На думку критика, їхнє ставлення до природи близьке до відчуттів людей ХХІ століття, які прагнуть узгодити свої інтереси з діяльністю біосфери. Втім, Обручев, не будучи професійним антропологом-етнографом, припустився кількох помилок. Наприклад, він перебільшив незручності застосування кам'яних знарядь: при рубанні тонкого дерева кам'яною сокирою трудовитрати помітно більші, ніж при користуванні сталевим знаряддям, але в три-чотири, а не десять-п'ятнадцять разів, як описано в романі. Не розрахував і обсяг біосфери: при описаних розмірі та кліматичних умовах, Земля Санникова була б не в змозі прогодувати півтори тисячі онкілонів та кілька сотень вампу. Для порівняння наводиться факт, що за розрахунками, вся територія Франції могла прогодувати не більше п'яти тисяч мисливців на велику дичину без виснаження біоресурсів. Проте Обручев писав роман, а не наукову монографію. Прямо протилежну думку висловлювала літературознавець О. А. Скубач: герої «Земля Санникова» сприймають і трактують північ виключно прагматично, в аспекті можливого використання. По суті, романна фабула є калькою класичного колоніального роману — «Загублений світ» А. Конан-Дойля.
Критики знаходили приклади інших помилок і невідповідностей у тексті роману. М. Серебренников зазначив, що в обручевському описі вампу спочатку оголошується про відсутність «міцних зв'язків між окремими чоловіками і жінками…: усі жінки належать усім чоловікам, а діти вважаються спільними», а потім описується звичайна сім'я в тих же архаїчних дикунів. У предметній галузі геології чи зоології подібних непорозумінь у автор не знайти. Втім, критик зазначав, що серед усіх літературних дослідів Обручева «Земля Санникова» залишається найкращою. Волгоградські педагоги А. П. і Ю. П. Князєви, розглядаючи обручевські описи вампу, проводили паралелі з романом Роні-старшего «Боротьба за вогонь», підкреслюючи, що так виглядали класичні описи еволюції людства. Роман називається гідним прочитання однаково школярами, студентами і їхніми вчителями.
Критик журналу «Світ фантастики» Ася Міхеєва (2013) наголошувала, що В. О. Обручев, як багато діяльних людей, «не схильний до самоаналізу і рефлексії, тому його персонажі виявляються досить яскравими, лише коли автор спирається на особистий досвід спілкування з людьми». З усіх персонажів роману найрозмаїтіше показані якут Горохов і вперта онкілонка Аннуїр: геолог безперечно спілкувався з дружинами російських засланців та промисловців із корінних народів Сибіру. Інші дійові особи цілком симпатичні, але зводяться до типажу «умовного польового вченого», хоча мотивація їхньої діяльності цілком зрозуміла. Горюнов, Ордін і Костяков розумні, ерудовані, наділені відповідальністю і волею, та навіть почуттям гумору. «Для літератури подібні характери — дуже бідний матеріал. Ні тобі психологічних конфліктів, ні катарсисів, ані вибухів емоцій»; втім, Обручев і претендував на психологізм, бо «його персонажі при цьому занадто зайняті». При цьому світ роману цілком опрацьований і правдоподібний, тим паче, що Володимир Опанасович щиро вірив у існування Землі Санникова. Автор вважає, що «навіть сьогодні важко знайти книги, які були б сильніше насичені духом безкорисливого наукового пошуку».

## Адаптації
Роман багаторазово перекладався мовами народів СРСР та зарубіжних країн; першим у світ вийшов україномовне видання. У 1950-х роках з'явилися навіть переклади китайською і японською мовамии.
1991 року ізраїльський літературознавець Зеєв Бар-Селла оприлюднив виявлений ним акт плагіату, вчиненого якимсь Х. Рабіном (однофамільцем наукового керівника критика — Хаїма Рабіна). У перекладі на іврит Х. Рабіна з польської і російської мов виходили романи Елізи Ожешки і О. Мусатова. 1955 року в Тель-Авіві під прізвищем Рабіна побачив світ роман «Таємниця загубленого континенту», разом із підзаголовком «Країна онкілонів» (івр. היבשת האבודה": ארץ האונקילונים"). Перекладач майже повністю зберіг усі сюжетні ходи й описи першоджерела, проте спробував приховати природу вихідного тексту. Всі згадки про експедицію Толля були еліміновані, але Земля Санникова зберегла своє ім'я та місцезнаходження. Було замінено прізвища героїв: Горюнов став Горним, Ордін — Урданом, Горохов став Чечевіциним (на івриті «Адашенов» від ‏עדשים‏‎) і отримав ім'я «Кіріней», Костяков перетворився на Ацманського (від ‏עֶצֶם‏‎). Імена онкілонів змінилися до невпізнання: Амнундак став Акчунчаком, замість тубільних дружин Ордіна Аннуен та Аннуїр (чиї імена були обґрунтовані в оригінальному романі) з'явилися «Ачнунір» й «Ачмуїр». З невідомої причини онкілони на час прибуття прибульців жили на Землі Санникова 428 років, а не 424 роки. Всі згадки про певні прикмети часу, особливо політичне заслання, було видалено. «Контрафактний» переклад Рабіна вийшов із підзаголовком «За Фрітьйофом Нансеном». 1967 року видавництво М. Тверського надрукувало «Землю Санникова» (‏ארץ סניקוב‏‎) із зазначенням авторства, що не завадило 1974 року випустити перевидання «Загубленого континенту». За припущенням З. Бар-Селли, перекладач працював за першовидання 1926 року — «Земля Санникова, або Останні онкілони» — і, вочевидь, не ототожнював його з численними виданнями, які підзаголовка були позбавлені. Відсутність перевидань переконувала його, що автор мало відомий і, мабуть, забутий. Швидше за все, плагіатор не розумів, що Обручев — всесвітньо відомий учений, який і 1955 року був живим і цілком активним.
За мотивами роману 1947 року письменник Леонід Платов опублікував кіноповість «Птах Маук», в якій діяв один із героїв Обручева. 2018 року петербурзький письменник і геолог А. Г. Неклюдов опублікував пригодницьку повість «Земля Обручева, або Неймовірні пригоди Діми Ручейкова». У вихідних даних книги вказується, що вона перемогла на V міжнародному конкурсі дитячо-юнацької літератури імені О. М. Толстого. Передмову до повісті написала онука В. О. Обручева — Тетяна Сергіївна Обручева.
1973 року кіностудія «Мосфільм» випустила одноіменний музично-пригодницький фільм, сценарій якого зберіг лише загальну фабулу пошуку невідомого вулканічного острова в Арктиці. Персонажі були перейменовані і не мали нічого спільного із «серйозними, правильними, спокійними дослідниками-мандрівниками В. Обручева».
Колектив спеціалістів Інституту степу Уральського відділення РАН, обговорюючи проєкт перетворення Новосибірських островів на національний парк палеонтологічної спрямованості, наводив як приклад і роман В. Обручева. С. В. Левикін, О. О. Чибільов, Г. В. Казачков, І. Г. Яковлєв, В. П. Чибільова, Д. О. Грудинін міркували, що системна зацікавленність до епохи плейстоцену, виражений, зокрема, у літературі, стійко підтримується багато десятиліть. Це свого роду ностальгія за розмаїттям великих тварин і «мисливського дитинства» людства. У «Землі Санникова», творах Жуля Верна, Карела Глоуха та інших неодмінним елементом сюжету є «капсула часу» із дивом збереженими осколками колишніх екосистем, що рясніють вимерлими тваринами.

## Видання і переклади

### Видання російською мовою
- Обручев В. А. Земля Санникова или Последние онкилоны : Науч.-фантастич. роман. — М. : Пучина, 1926. — 325 с.
- Обручев В. А. Земля Санникова : Науч.-фантастич. роман. — М.-Л. : ОНТИ; Глав. ред. науч.-попул. и юношеской лит-ры, 1935. — 316 с. — Тип. им. Евг. Соколовой.
- Обручев В. А. Земля Санникова : [Науч.-фантаст. роман] / Ил.: А. М. Орлов. — М. : Географгиз, 1951. — 295 с.
- Обручев В. А. Земля Санникова : [Науч.-фантастич. роман] / Ил.: Л. В. Владимирский и А. М. Орлов. — М. : Географгиз, 1955. — 288 с.
- Обручев В. А. Земля Санникова : [Науч.-фантастич. роман]. — Алма-Ата : Изд-во Акад. наук Каз. ССР, 1955. — 296 с.
- Обручев В. А. Плутония ; Земля Санникова : [Науч.-фантастич. романы] / Ил.: Г. Никольский. — М. : Детгиз, 1958. — 639 с. — (Б-ка приключений; 11). — Послесл. Г. Гуревича.
- Обручев В. А. Плутония ; Земля Санникова : [Науч.-фантастич. романы] / Ил.: А. В. Гилев. — Челябинск : Юж.-Урал. кн. изд-во, 1964. — 463 с.
- Обручев В. А. Земля Санникова : [Науч.-фантаст. роман]. — М. : Мысль, 1975. — 271 с. — (Путешествия. Приключения. Поиск).
- Обручев В. А. Плутония. Земля Санникова / Худож. С. А. Остров. — Л. : Лениздат, 1977. — 591 с. — (Юношеская библиотека).
- Обручев В. А. Плутония; Земля Санникова : [Романы] / Худож. А. Е. Евстафьев. — Якутск : Кн. изд-во, 1985. — 552 с.
- Обручев В. А. Земля Санникова: Роман / [Послесл. Д. А. Биленкина]; Худож. А. Г. Слепков. — Одесса : Маяк, 1986. — 247 с. — (Мор. б-ка; Кн. 39).
- Обручев В. А. Плутония; Земля Санникова; Путешествия в прошлое и будущее / Рис. О. Кожокарь. — Кишинев : Гл. ред. Молд. сов. энцикл., 1988. — 575 с. — ISBN 5-88550-010-X.
- Обручев В. Земля Санникова (роман) // Плутония. Земля Санникова. — М. : Правда, 1988. — С. 325—603. — 605 с. — (Библиотека фантастики. Т. 3). — Владимир Щербаков. Путешествие в неведомые страны (предисловие). С. 5—20.
- Обручев С. В. Земля Санникова : Роман : [Для сред. и ст. шк. возраста] / Послесл. Г. Б. Федорова; Худож. Г. И. Метченко. — М. : Сов. Россия, 1988. — 268 с. — (Шк. б-ка). — ISBN 5-268-00636-3.
- Обручев В. А. Земля Санникова : Роман : [Для ст. шк. возраста]. — Казань : Татар. кн. изд-во, 1989. — 270 с. — ISBN 5-298-00150-3.
- Обручев В. А. Земля Санникова : Роман, рассказы и повести / Послесл. Р. Колесниковой. — Томск : Кн. изд-во, 1991. — 398 с. — (Писатели земли Томской). — ISBN 5-7515-0201-9.
- Обручев В. А. Земля Санникова : [роман]. — Калуга : Золотая аллея, 1993. — 288 с.
- Обручев В. А. Сочинения : в 3 т. Т. 2 : Земля Санникова ; Рудник «Убогий» : Романы; Тепловая шахта : Повесть. — М. : Терра, 1995. — 575 с. — (Большая б-ка приключений и научной фантастики). — ISBN 5-300-00117-1.
- Обручев В. А. Земля Санникова : роман. — М. : Терра : Литература, 1998. — 318 с. — (Золотая библиотека приключений). — ISBN 5-300-02143-1.
- Обручев В. А. Плутония ; Земля Санникова. — М. : ЭКСМО-пресс, 2001. — 605 с. — (Библиотека приключений). — ISBN 5-04-006861-1.
- Обручев В. А. Земля Санникова: научно-фантастический роман / авт. посл. И. Денисова; худож. А. Скобцов. — М. : Дет. лит., 2004. — 331 с. — (Библиотека приключений и фантастики). — ISBN 5-08-004135-8.
- Обручев В. А. Земля Санникова // Плутония ; Земля Санникова : [романы] ; В дебрях Центральной Азии (записки кладоискателя) : [повесть]. — М. : Дрофа, 2008. — С. 365—674. — 1021 с. — (Библиотека путешествий). — Пред.: Калюжный Г. Завещание патриарха геологии (с. 7—28). — ISBN 978-5-358-05107-2.
- Обручев В. А. Земля Санникова ; Рудник «Убогий» ; Тепловая шахта // Сочинения : в 4 т.. — М. : Терра-Кн. клуб, 2009. — Т. 1. — С. 7—308. — 621 с. — ISBN 978-5-275-01946-9.
- Обручев В. А. Земля Санникова : [роман]. — СПб. : Амфора, 2010. — 318 с. — (Коллекция приключений и фантастики). — ISBN 978-5-367-01310-8. — ISBN 978-5-367-01319-1.
- Обручев В. Земля Санникова : научно фантастический роман : [для среднего школьного возраста : 12+] / художник А. Скобцов. — М. : Детская литература, 2015. — 398 с. — (Школьная библиотека). — ISBN 978-5-08-005250-7.
- Обручев В. А. Земля Санникова : [роман : для детей среднего и старшего школьного возраста : 12+]. — М. : Омега, 2018. — 380 с. — (Школьникам. Проверено временем). — ISBN 978-5-465-03628-3.
- Обручев В. Земля Санникова (роман) // Малое собрание сочинений. — М., СПб. : Азбука : Азбука-Аттикус, 2019. — С. 297—568. — 608 с. — ISBN 978-5-389-16282-2.
- Обручев В. Книга-путешествие. Земля Санникова. В 2 т. / Иллюстрация на обложке и внутренние иллюстрации М. Танцева, М. Иванова.. — М. : Лабиринт-пресс, 2021. — 136, 136 с. — ISBN 978-5-9287-3264-6.

### Переклад українською мовою
- Обручов В. А. Земля Саннікова :  [укр.]. — Харків-Київ : Державне науково-технічне видавництво, 1936. — 248 p.

### Переклади світовими мовами
- Обручев В. Санникова земя: Научно-фантастичен роман :  [болг.] / Прев. от рус. Ив. Куюмджиев. — София : Народна младеж, 1949. — 320 с.
- Obrutschew W. Das Sannikowland :  [нім.] / Übersetzer B. Pasch. — Berlin : Neues Leben, 1953. — 353 S.
- Obruczew W. A. Ziemia Sannikowa :  [пол.] / tł. z ros. Józef Brodzki ; il. A. M. Orłowa reprod. z wyd. radziec. — Warszawa : Państwowe Wydawnictwo «Iskry», 1954. — 315 s.
- Obručev V. A. Země Sannikovova :  [чеськ.] / Z rus. orig. Zeml'ja Sannikova přel. Olga Milotová a Jana Vávrová ; Il. Čeněk Pražák. — Praha : Práce, 1955. — 238 s. — (Románové novinky, Čís. 97).
- Obruchev V. Sannikov land :  [англ.] / Translated from the Russian by David Skvirsky. — Moscow : Foreign Languages Pub. House, 1955. — 371 p.
- Obrucev V. Ţara lui Sannikov :  [рум.] / traducere de Malvina Reich şi Teodor Cosma. — Bucureşti : Editura Tineretului, 1955. — 356 p.
- Obrutšev V. Sannikovi maa :  [ест.] / Tõlkija: L. Mäting. — Tallinn : Eesti riiklik kirjastus, 1956. — 301 p. — (Seiklusjutte maalt ja merelt).
- Obroutchev V. La terre de Sannikov :  [фр.] / Traduit du russe par Madeleine Gilard et Marrie Calschi ; illustrations de A. Orloff. — P. : Editions la Farandole, 1957. — 307 p.
- Àobùlǔqièfū zhe. Sàníkēfū fāxiàn dì :  [кит.] / Zhōu Jiāmó yì. — Běijīng : Zhōngguó qīngnián chūbǎnshè, 1957. — 339 p. — Ориг.: 奥布鲁切夫著 《萨尼柯夫发现地》周家模译。北京: 中国青年出版社, 1957。339页.
- Ōburuchefu cho. Hokkyoku no hito :  [яп.] / Kudō Seiichirō yaku; Saitō Kazuo e. — Tōkyō : Kōdansha, 1957. — 242 p. — (Shōnen shōjo sekai kagaku bōken zenshū; 30). — Ориг.: オーブルチェフ著 『北極の秘島』工藤精一郎 訳. 著者: 斎藤寿夫 絵. 東京 講談社 昭和32. 242頁 (少年少女世界科学冒険全集 ; 30).
- Obručev V. Zemlja Sanikova :  [серб.] / Prevod: Ranko Simić. — Beograd : Sportska knjiga, 1958. — 286 с. — (Omladinska biblioteka sveska 4).
- Obručev V. Sannikovs land :  [швед.] / Övers. från ryska av Arthur Magnusson; illustr. av J. Krasnyj. — Stockholm : Arbetarkultur, 1960. — 359 s. — (Litteratur för barn och ungdom).
- אוברוצ'ב, ולדימיר. ארץ סניקוב :  [іврит] / ו. אוברושב. — תל אביב : נ. טברסקי, 1967. — 200 p.
- Obručevs V. Saņņikova Zeme :  [латиськ.] / Tulkojis Arturs Lielais; Mākslinieks Georgs Krutojs. — Rīgā : Izdevniecība «Zinātne», 1970. — 296 p. — (Apvārsnis).
- Vla-Đi-Mia Ôbru-Trép. Vùng đá̂t Xan-Nhi-Có̂p :  [в’єтн.]. — Mát-Xcơ-Va : Tié̂n Bộ, 1981. — 319 p.
- Обручев В. А. Санников җире : фантастик роман :  [татар.] / Ахыр сүз язучы Г. Б. Фёдоров; Ә.Хәсәнов тәрҗ.. — Казан : Татар. кит. нәшр., 1989. — 272 p. — (Олы яшьтәге мәкт. балаларына). — ISBN 5-298-00150-5.

### Популярні публікації В.О. Обручева про Землю Саннікова
- Акад. В. А. Обручев. Земля Санникова (Нерешённая проблема Арктики) // Природа : журнал. — 1935. — № 11. — С. 20—26.
- Отвечает академик В. А. Обручев. Существует ли Земля Санникова? // Пионер : журнал. — 1937. — № 7. — С. 55—56.
- Акад. В. А. Обручев. Земля Санникова существовала // Природа : журнал. — 1946. — № 10. — С. 64—65.
- Академик В. Обручев. О судьбе Земли Санникова // Пионерская правда : газета. — 1954. — № 51 (3762). — С. 2.
- Обручев В. А. За тайнами Плутона / Составитель и автор сопроводительного текста А. В. Шумилов. — М. : Молодая гвардия, 1986. — 238 с.

### Статті і монографії
- Бар-Селла З. Украденный материк // Вчерашнее завтра: Книга о русской и нерусской фантастике / М. Каганская, З. Бар-Селла, И. Гомель. — М. : Российский государственный гуманитарный университет, 2004. — С. 191—193. — 324 с. — ISBN 5-7281-0336-7.
- Беспалова Наталья. Земля Санникова // Наука и техника : журнал. — 2010. — № 10 (53). — С. 79—84.
- Бритиков А. Ф. Отечественная научно-фантастическая литература (1917—1991 годы). — 2-е изд., испр. — СПб. : Борей-Арт, 2005. — Кн. 1: Научная фантастика — особый род искусства. — 308 с.
- Гуревич Г. О романах В. А. Обручева «Плутония» и «Земля Санникова» // Обручев В. А. Плутония ; Земля Санникова. — М. : Машиностроение, 1982. — С. 595—606. — 607 с.
- Булычева В. П.. Поэтика фантастической прозы в русской литературе начала ХХ в. // Глобальный научный потенциал. — 2014. — № 10 (43). — С. 48—50. — ISSN 1997-9355.
- Друянов В. А.. Рыцарь факта: Книга об академике В. А. Обручеве / В. А. Друянов. — М. : Знание, 1984. — 160 с. — (Творцы науки и техники).
- Ингирев З. Творческий путь В. А. Обручева. — М., Л. : Госгеолиздат, 1948. — 96 с.
- Иноземцев И. В. Научно-фантастические романы В. А. Обручева // Вопросы географии / Отв. ред. Э. М. Мурзаев. — М. : Географгиз, 1954. — Вип. 35. Физическая география Азии : Сб. ст., посвящ. акад. В. А. Обручеву. — С. 321—327. — 352 с.
- Лишевский В. П.. Ученый, путешественник, писатель // Очерки о деятелях российской науки и техники. — М. : Наука, 1999. — С. 138—149. — 253 с.
- Любицкая В. К неизведанному // Костёр : журнал. — 1959. — № 11. — С. 50—54.
- Ляпунов Б. В. В мире фантастики. Обзор научно-фантастической и фантастической литературы. — Изд. 2-е, доп. и перераб.. — М. : Книга, 1975. — 207 с. — 33 000 екз.
- Михеева Ася. В поисках последних онкилонов. Владимир Обручев // Мир фантастики. — 2013. — № 122. — С. 48—51.
- Мурзаев Э., доктор географических наук. Ученый, популяризатор, писатель // Новый мир : журнал. — 1953. — № 10. — С. 275—279.
- Мурзаев Э. М. Владимир Афанасьевич Обручев, 1863—1956 : [Геолог и географ] / Э. М. Мурзаев, В. В. Обручев, Г. Е. Рябухин; Отв. ред. Н. А. Флоренсов. — 2-е изд., перераб. и доп.. — М. : Наука, 1986. — 207 с. — (Науч.-биогр. сер.).
- Огрызко В. В. Обручев Владимир Афанасьевич (1863-1956) // Североведы России : материалы к биографическому словарю. — М. : Литературная Россия, 2007. — С. 326. — 558 с.
- Одесский М. П. Страна гипербореев. Оккультная топика в советской прессе и фантастике (1920-е годы) // Вестник РГГУ. Серия «Журналистика. Литературная критика». — 2011. — № 6. — С. 55—67.
- Поплавская И. А., Демидова Л. В. Сибирь в биографии и литературном творчестве В. А. Обручева // Имагология и компаративистика. — 2018. — С. 149—171. — doi:10.17223/24099554/10/8.
- Поступальская М. И., Ардашникова С. Д. Обручев. — М. : Молодая гвардия, 1963. — 431 с. — (Жизнь замечательных людей. Серия биографий; Вып. 13 (369)).
- Прашкевич Г. Красный сфинкс: Истории русской фантастики от В. Ф. Одоевского до Бориса Штерна. — 2016. — Т. 1. — 451 с. — ISBN 9785000990261.
- Разгон Л. Э. Победы и поражения ученого-популяризатора: [О Владимире Афанасьевиче Обручеве] // Живой голос науки: Литературные портреты. Очерки. — Переизд., доп.. — М. : Детская литература, 1986. — С. 79—98. — 302 с.
- Семёнов И. Учёные и дети советской страны // Детская литература. — 1937. — № 21. — С. 39—43.
- Серебренников Н. Владимир Обручев // Владимир Обручев. Избранное / Сост. и авт. послесл. Николай Серебренников. — Томск, 2015. — С. 298—300. — 304 с. — (Томская классика). — ISBN 5-902350-01-8. — ISBN 5-902350-10-7.
- Скубач О. А. Дискурс Севера в советской «географической прозе» 1920—1950-х гг. // Геопоэтика Сибири и Алтая в отечественной литературе ХIХ—XX веков. Сб. науч. ст.. — 2017. — С. 53–61.
- Фохт Н. Вечный миг Земли Санникова // Русский пионер : журнал. — 2014. — № 3 (45). — С. 36—42.
- Франк С. Теплая Арктика: К истории одного старого литературного мотива // Новое литературное обозрение. — 2011. — № 108. — С. 82—97.
- Франк С. «Земля Санникова» В. Обручева: освоение Арктики до сталинизма // Русский проект исправления мира и художественное творчество XIX–XX веков: колл. монография / отв. ред. Н. В. Ковтун. — 2-е изд., стер.. — М. : Флинта, 2014. — С. 236—254. — 403 с. — ISBN 978-5-9765-1178-1.
- Чураков А. Н. Владимир Афанасьевич Обручев: (К 85-летию со дня рождения) // Сов. геология. — 1949. — № 37. — С. 3—15.
- Ширина Д. А.. Петербургская Академия наук и Северо-Восток. 1725—1917 гг. / Отв. ред. член-корреспондент РАЕН В. Н. Иванов. — Новосибирск : ВО «Наука». Сибирская издательская фирма, 1994. — 272 с. — ISBN 5-02-030881-1.
- Esler D. Soviet Science Fiction of the 1920s: Explaining a Literary Genre in its Political and Social Context // Russian science fiction literature and cinema : a critical reader / edited and introduced by Anindita Banerjee. — Boston : Academic Studies Press, 2018. — P. 117—146. — xvii, 380 p. — (Cultural syllabus). — ISBN 9781618117229.
- Frank Susi K. Arctic Science and Fiction. A Novel by a Soviet Geologist // Journal of Northern Studies. — 2010. — № 1. — P. 67—86. — ISSN 1654-5915.

### Рецензії
- Адамов Гр. На запущенном участке детской литературы: [О новом издании романа В. Обручева «Земля Санникова»] // Молодая гвардия. — 1936. — № 3. — С. 163—166.
- Болотников А. О научно-популярной книге // Фронт науки и техники : журнал. — 1936. — № 2. — С. 35—44.
- Вебер Ю. Что читать? [Рец. на романы В. Обручева «Земля Санникова» и «Плутония»] // Техника — молодёжи. — 1936. — № 7. — С. 64.
- Владимирский В. Книжный ряд : Классика. Авторская колонка Василия Владимировского // Мир фантастики. — 2011. — № 92. — С. 44—45.
- Жуков Л. Советский приключенческий и научно-фантастический роман // Молодая гвардия. — 1938. — № 8. — С. 170—178.
- К. Т. В. А. Обручев: Земля Санникова. Научно-фантастический роман. ОНТИ. Гл. ред. научно-популярной и юношеской литературы. 1935 // Известия. — 1936. — № 141 (5998). — С. 4.
- Князев Ю. П., Князев А. П. Научно-фантастические произведения академика Обручева в школьных курсах биологии и географии // Биология в школе. — 2020. — № 2. — С. 3—8. — ISSN 0320-9660.
- Козьмина К. [Рец. на книгу: В. Аф. Обручев. «Земля Санникова или последние онкилоны». Научно-фантастический роман. Изд. «Пучина». 1926 г.] // Сибирские огни. — 1927. — № 2. — С. 240.
- Наркевич А. Романы академика Обручева (В. Обручев, «Плутония» и «Земля Санникова») // Детская литература : журнал. — 1937. — № 13. — С. 15—22.
- Николаев И. Советский научно-фантастический роман // Что читать. — 1938. — № 10. — С. 57—61.
- Палей А. Научно-фантастическая литература // Литературная учёба. — 1936. — № 2. — С. 118—132.
- Сытин В. Научно-фантастический роман (В. Обручев. Земля Санникова) // Книга и пролетарская революция : журнал. — 1936. — № 1. — С. 118—119.
- Селиванова А. «Этот миг вдаль летит сквозь столетия» // Комсомольская правда (Толстушка — Россия). — 2015. — С. 41.
- Черненко М. В. Обручев. «Плутония», «Земля Санникова»: [Рецензия] // Комсомольская правда. — 1935.
- Шорыгин С. Рецензия: [В. Обручев. «Плутония», «Земля Санникова»] // Книжные новости. — 1937. — № 11. — С. 25.